# 利霍斯拉夫爾
57°07′N 35°28′E / 57.117°N 35.467°E
利霍斯拉夫爾（羅馬化：Likhoslavl）是俄羅斯特維爾州中部的一個城市，位於首府特維爾西北44公里。2002年人口12,515人。
利霍斯拉夫爾於1624年建立，1925年建市。